# 琉球侏儒鹿
琉球侏儒鹿為已絕種的鹿科物種，是琉球群島（包括沖繩縣、石垣島、久米島町及德之島）上的特有種。牠們的生存年代橫跨整個更新世，一直到2萬年前才絕種。

## 分類學與演化
琉球侏儒鹿由松本彦七郎於1926年發表，最早被認為是一種麂。
近年發現生存於更新世早期的琉球侏儒鹿平均體型較更新世晚期的個體大，顯示牠們於島上有島嶼侏儒化的趨勢，牠們的祖先最早可能是由中國北方來到琉球群島。

## 描述
琉球侏儒鹿為非常小型的鹿，肩高僅有50 cm（20英寸），牠們具有鹿科島嶼侏儒化後的共同特徵，包括較小的體型、較短的四肢、以及高冠齒。鹿角小而扁平、具有明顯的溝槽，眉叉自鹿角基部即分叉。
四座島嶼上的琉球侏儒鹿在形態上有足以作為辨識依據的獨特特徵。久米島上的個體掌骨較其他島上的個體來的細瘦、石垣島上的個體具有較為粗壯的骨幹、沖繩島與德之島的個體的蹠骨則介於久米島個體與石垣島個體之間，且兩者的可透過近端掌骨管（Proximal Metacarpal Canal）的形狀不同來分辨。

## 食性
琉球侏儒鹿最初被認為是食嫩植動物。透過中痕分析，牠們的牙齒具有高而尖的齒尖，這代表牠們以取食葉片嫩枝為主。相較之下，傾向牧食的鹿普遍具有較低而圓滑的齒尖。
然而，一項2021年的微痕分析顯示琉球侏儒鹿可能為混合性的植食性動物甚至是以牧食為主。以禾草為主食的鹿科物種多半較以樹葉為食的物種具有更為粗糙的牙齒表面，主要原因來自於禾草中具有較高含量的二氧化矽。自兩個地層組出土的琉球侏儒鹿牙齒呈現出不同程度的磨損，代表牠們具有多樣化的植食性傾向。

## 滅絕
一般認為，最早的人類約於36,000年前登陸琉球群島，且有證據顯示他們會狩獵琉球侏儒鹿。然而，琉球侏儒鹿也與人類共存了超過15,000年，最後造成牠們滅絕的原因除了人類狩獵外可能是還受到末次冰期海平面上升影響，導致琉球群島島嶼面積縮減，使琉球侏儒鹿面臨更大的生存壓力。